# Santa María sobre Minerva
Santa María sobre Minerva (en italiano: Santa Maria sopra Minerva) es una de las basílicas menores de Roma (Italia).
La iglesia, ubicada en la zona del Campo de Marte, está considerada la única iglesia gótica de Roma, y después de Santa Sabina la principal iglesia de los dominicos en la ciudad.
La basílica recibe su nombre de la tradición según la cual, como muchas otras basílicas de los primeros tiempos del Cristianismo, está construida sobre (sopra) un templo pagano, dedicado a la diosa Minerva. La basílica se encuentra en la pequeña plaza Minerva, cerca del Panteón, en el rione de Pigna.

## Historia

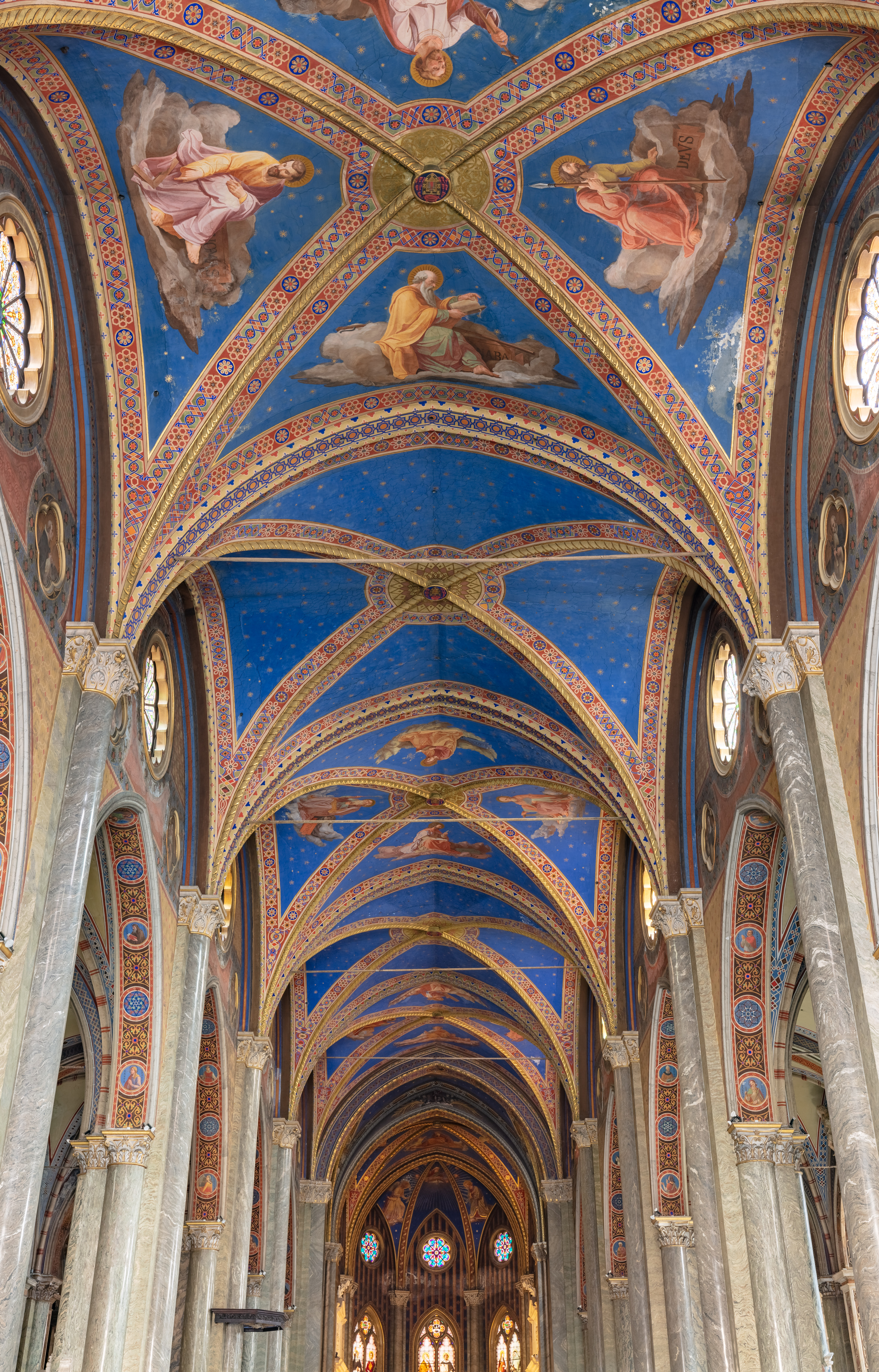
Interior de la iglesia.

Se desconocen los detalles del desaparecido templo de Minerva, construido por Pompeyo alrededor del año 50 a. C., al que se hacía referencia como Delubrum Minervae. Se han descubierto restos de un templo a Isis y un serapeum bajo el nivel de la actual basílica y los edificios del convento precedente; en 1665 se encontró un obelisco egipcio enterrado en el jardín del claustro dominico adyacente al templo. Hay otros restos romanos en la cripta. El templo en ruinas es probable que durara hasta el reinado del papa Zacarías (741-752), quien finalmente cristianizó el lugar, ofreciéndoselo a monjes orientales. De esta estructura primitiva no se conserva nada.
El edificio actual debe su existencia a los frailes dominicos, quienes recibieron la propiedad del papa Alejandro IV (1254-1261) e hicieron de la iglesia y el monasterio anejo su sede central antes de establecerse en Santa Sabina. La orden dominica aún administra hoy la basílica.
Dos frailes dominicos, fray Sisto Fiorentino y fray Ristoro da Campi, quienes habían trabajado en la iglesia de Santa María Novella en Florencia, comenzaron la estructura actual en 1280, durante el pontificado de Nicolás III. Con la ayuda de fondos aportados por Bonifacio VIII, esta primera iglesia gótica en Roma fue acabada en el año 1370. Fue renovada por Carlo Maderno y otros, dándole una fachada barroca, luego restaurada en el siglo XIX, dándole su actual aspecto neomedieval. Las puertas son del siglo XV.
Santa Catalina de Siena está enterrada en la iglesia (excepto su cabeza, que está en la basílica de Santo Domingo en Siena). Más allá de la sacristía, la sala donde la santa murió en 1380 fue reconstruida por el cardenal Antonio Barberini en 1637. Esta habitación fue el primer interior reconstruido o recreado, y predecesora de los museos de los siglos XIX y XX de «habitaciones de época». Los frescos de Antoniazzo Romano que decoraban las paredes originales, sin embargo, se han perdido.
El famoso pintor del primer Renacimiento Fra Angelico murió en el convento anexo, y también está enterrado en la basílica, lo mismo que el papa Pablo IV y los papas Médici, León X y Clemente VII. Antes de la construcción de San Juan de los Florentinos, esta iglesia de Minerva era la iglesia nacional de los florentinos, y por lo tanto guarda numerosas tumbas de prelados, nobles y ciudadanos que provenían de la ciudad toscana. Curiosamente, Diotisalvi Neroni, un refugiado que intervino en la trama contra Pedro de Médici, fue enterrado aquí en 1482, y fue más tarde acompañado por otros miembros de la familia.
La sacristía fue el local en que se celebraron dos cónclaves papales. El primero, en marzo de 1431, eligió al papa Eugenio IV, el segundo, en marzo de 1447, a Nicolás V.
Una de las obras artísticas más relevantes que conserva el templo es una escultura de Miguel Ángel, el Cristo Redentor, en la que el genial escultor revisa el tema del contrapposto de la escultura griega y romana; originariamente desnuda, la figura se recubre actualmente por un paño de pureza.
El actual cardenal sacerdote del Titulus S. Mariae supra Minervam es el portugués António dos Santos Marto.

## ElPulcino della Minerva

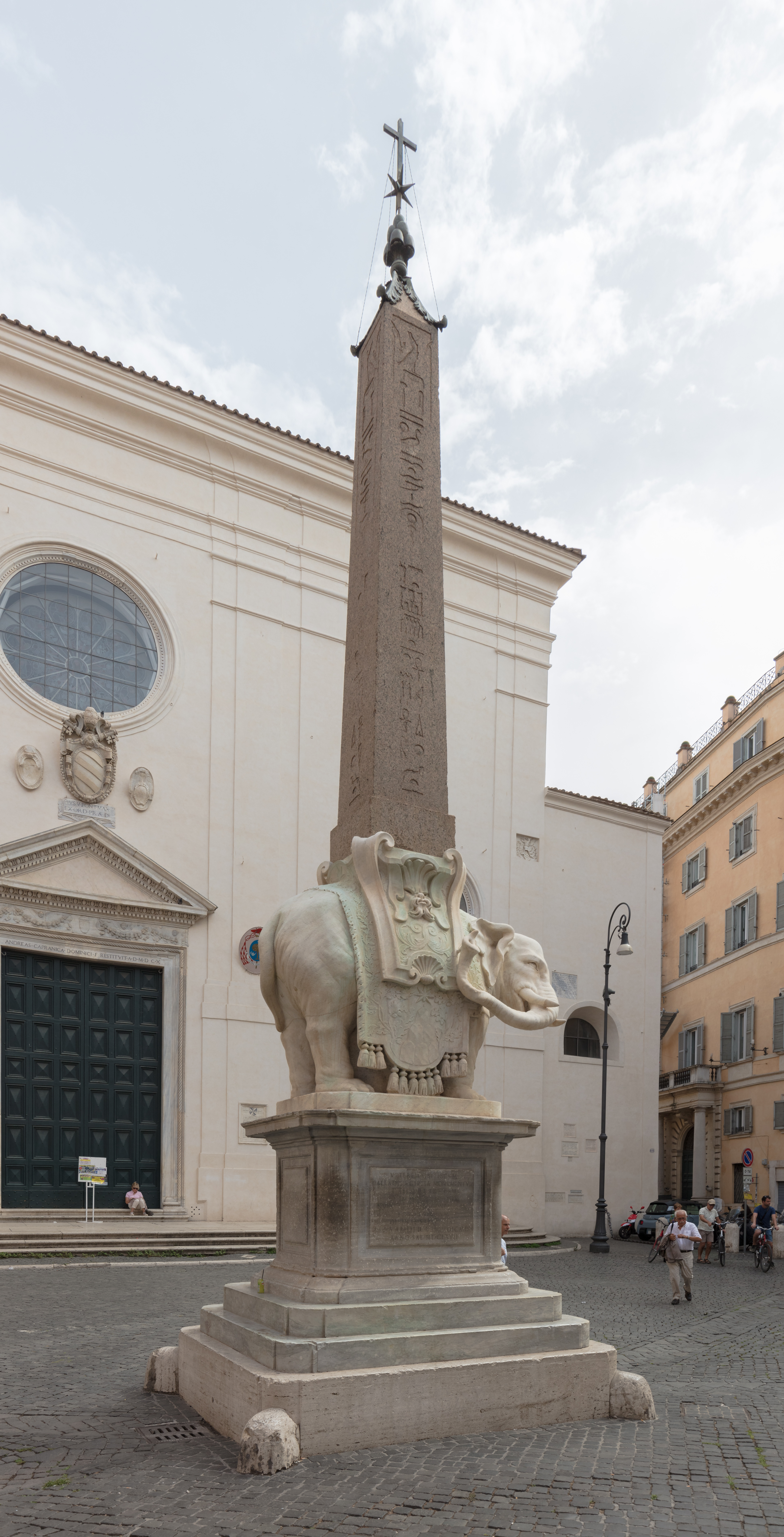
El Pulcino della Minerva, una famosa escultura de Bernini de un elefante, sobre el cual se montó uno de los once obeliscos egipcios de Roma.

Enfrente de la iglesia está uno de los monumentos más curiosos de Roma, el llamado Pulcino della Minerva. Es una estatua diseñada por el escultor barroco Gian Lorenzo Bernini (y llevada a cabo por su alumno Ercole Ferrata en 1667) de un elefante como base que soporta el obelisco egipcio encontrado en el jardín de los dominicos. Es el más corto de los once obeliscos egipcios de Roma y se dice que es uno de los dos obeliscos trasladados desde Sais, donde fueron erigidos durante el reinado (589 a. C.-570 a. C.) de un faraón identificado en diferentes fuentes como Apries, Waphres (Ουαφρης), Wahibre u Hophra, de la dinastía XXVI de Egipto.
Los dos obeliscos fueron llevados a Roma por Diocleciano, durante su reinado como emperador desde 284 a 305, para colocarlos en el templo de Isis que quedaba cerca. La inscripción latina en la base, elegida por el papa que encargó la escultura para sostener el obelisco encontrado en el lugar, Alejandro VII, dice que simboliza que «...una mente fuerte se necesita para sostener un sólido conocimiento».
La inspiración para esta inusual composición provino de Hypnerotomachia Poliphili («Sueño de Polifilo en la disputa de Amor»), una inusual novela del siglo XV obra, probablemente, de Francesco Colonna. El principal personaje de la novela se encuentra con un elefante hecho de piedra llevando sobre sí un obelisco, y el grabado en madera que lo acompaña en el libro es parecido al diseño de Bernini para la base del obelisco. El curioso emplazamiento del obelisco a través del cuerpo del elefante es idéntico.
La robusta apariencia de la estructura hizo que ganase el apodo popular de Porcino («cerdito») durante un tiempo. El nombre de la estructura con el tiempo se cambió a Pulcino, el equivalente Romanesco (dialecto romano) de un «pollito» o «chica». Esto podría ser una referencia a la comparativamente corta estatura del obelisco o una oscura referencia a la principal organización benéfica de los dominicos de asistir a las jovencitas que necesitaban dotes, quienes hacían una procesión en el patio cada año. Esta última se representó una vez en una pintura local como tres pequeñas figuras con la Virgen María entregándoles monederos.

## Principales obras de arte
- Tumba de Guillaume Durand, firmada por Giovanni di Cosma (1296)
- Tumba de Fra Angelico, de Isaia da Pisa (1455)
- Tumba de Francesco Tornabuoni (1480), una de las mejores obras de Mino da Fiesole
- Anunciación (1485), de Antoniazzo Romano
- Cristo Juez de Melozzo da Forlì
- Capilla Carafa, con frescos (1488-1493) de Filippino Lippi[4]
- Cristo Redentor (1521) de Miguel Ángel[5]
- Las tumbas de los papas León X († 1521) y Clemente VII († 1534) de Antonio da Sangallo el Joven.
- Tumba de Pablo IV, de Pirro Ligorio (1559)
- Tumba de Urbano VII († 1590)
- Capilla Aldobrandini, de Carlo Maderno (1602), Giacomo della Porta y Girolamo Rainaldi
- Monumento a María Raggi, de Gian Lorenzo Bernini (1643)

## Otras iglesias con este nombre
En Asís, otra iglesia de Santa María sopra Minerva se construyó en el siglo XVI dentro de la cella superviviente de un templo de finales de la República dedicado a Minerva. Su pórtico corintio aún permanece en pie.